# Cyperus ajax
Cyperus ajax är en halvgräsart som beskrevs av Charles Baron Clarke. Cyperus ajax ingår i släktet papyrusar, och familjen halvgräs. Inga underarter finns listade i Catalogue of Life.